# Катастрофа Ми-8 в Айяпале
Катастрофа Ми-8 в Айяпале — крупная авиационная катастрофа, произошедшая в четверг 9 декабря 1982 года в городке Айяпаль (Ayapal) на севере Никарагуа и ставшая крупнейшей в истории страны. Вертолёт Ми-8Т военно-воздушных сил принимал участие в эвакуации гражданского населения, но сразу после взлёта потерял управление, после чего упал на землю и сгорел, при этом погибли 84 человека.

## Катастрофа
В тот период в стране проходила Гражданская война, в ходе которой Сандинистское правительство противостояло группировке «Контрас», которую спонсировали США. В тот день Сандинистским ВВС (FAS) была поставлена задача эвакуировать четыре тысячи человек из мирного населения долин рек Коко и Бокай, где происходили военные действия, в город Сан-Хосе-де-Бокай. Для этого задействовали вертолёты Ми-8, каждый из которых брал на борт по 60—70 пассажиров, то есть со значительным перегрузом, хотя это позволяло сократить число рейсов. До момента происшествия Ми-8 успели выполнить 56 полётов общей продолжительностью 155 часов, в ходе которых были перевезены 3600 человек. В некоторых полётах машины попадали под обстрел с земли, так как вдоль реки Коко находились несколько групп «Контраса», но в целом вертолёты не пострадали.
Примерно в 14 часов борт FAS-265, который ранее днём уже выполнил три рейса с беженцами, приземлился в городке Айяпаль (в 300 километрах к северу от Манагуа), где собирались жители окрестных деревень. После посадки бортинженер зашёл в салон и почувствовал подозрительный запах, схожий с запахом жжёной резины, но этому не было придано должного внимания, так как в тот момент экипаж считал более важным выполнение задачи по эвакуации людей из опасного района. Всего на борт сели 80 детей, а также 10 взрослых, так как матери отказывались расставаться со своими детьми. Но после загрузки выяснилось, что народу на борту настолько много, что уже не закрывается дверь, поэтому два ребёнка были вынуждены сойти с вертолёта, после чего только смогли захлопнуть дверь. Затем с 88 пассажирами и 4 членами экипажа Ми-8 начал подниматься в воздух, как вдруг раздался громкий треск. Машина начала быстро вращаться против часовой стрелки, что лётчики попытались предотвратить, нажимая на правую педаль, с целью увеличения силы тяги рулевого винта (задний), тем самым парировав разворачивающий момент от несущего винта. Но попытки экипажа исправить ситуацию ничуть не помогали, из чего был сделан вывод об отказе управления. Продолжая вращаться и потеряв таким образом подъёмную силу, Ми-8 рухнул на кукурузное поле и опрокинулся на левый борт, после чего загорелся.
Экипаж сумел выбраться из кабины через фонарь, но пассажиры оказались в ловушке, так как дверь, которая находится как раз на левом борту, была заблокирована. Экипаж и подоспевшие на помощь очевидцы успели вытащить одну взрослую пассажирку Лесбиа Кастильо (исп. Lesbia Castillo) и трёх детей, прежде чем огонь полностью охватил машину, а затем спровоцировал взрыв топливных баков. Остальные находящиеся на борту 84 пассажира (75 детей и 9 матерей) погибли. Это крупнейшая известная авиационная катастрофа в истории Никарагуа.
Через час в 15:03 в Айяпаль из Вивили прибыл борт FAS-264, чтобы эвакуировать раненных и помочь в устранении последствий катастрофы, когда перед посадкой был обстрелян войсками «Контрас». Повреждения от пуль оказались небольшими и вертолёт сумел вернуться в Сан-Хосе-де-Бокай, но воздушный мост сразу был закрыт.

## Последствия
Останки жертв были похоронены в шести гробах и по христианским обычаям. Также власти заявили, что вертолёт с беженцами был сбит отрядом «Контрас», тем самым обвинив в катастрофе и страны, лояльные к оппозиции, особенно США и Израиль. Эту версию позже озвучили никарагуанские СМИ.

## Причины
Согласно заключению комиссии Сандинистских ВВС причиной катастрофы стало отделение лопасти рулевого винта, что в свою очередь произошло из-за усталости металла. Также по некоторым данным 18—19 ноября, то есть за три недели до происшествия, на вертолёте был выполнен ремонт рулевого винта, так как незадолго до этого при посадке произошло столкновение рулевого винта с ветками деревьев, что привело к его повреждению. В связи с пропагандой против «Контрас», эти результаты расследования причин авиакатастрофы до общественности доводить не стали. Через двадцать лет после трагедии выживший пилот в одном из интервью признался, что главной причиной катастрофы стала неисправная коробка приводов.